# صراع العراق
صراع العراق صراع مسلح طال أمده بدأ بغزو العراق في عام 2003 من قبل تحالف تقوده الولايات المتحدة أطاح بحكومة صدام حسين. غير أن النزاع استمر كما ظهر تمرد لمعارضة قوات الاحتلال والحكومة العراقية بعد الغزو. وانسحبت الولايات المتحدة رسميا من البلد في عام 2011، ولكنها أصبحت مرة أخرى مشاركة في عام 2014 على رأس ائتلاف جديد.

## مقدمة
يستند الأساس المنطقي الرئيسي لغزو العراق إلى ادعاءات الولايات المتحدة والمملكة المتحدة بأن صدام حسين كان يقوم بتطوير أسلحة الدمار الشامل، وأنه بذلك يمثل تهديدا لجيرانه وللمجتمع العالمي. أعلنت الولايات المتحدة "في 8 نوفمبر، اتخذ مجلس الأمن التابع للأمم المتحدة بالإجماع القرار 1441. ووافق جميع أعضاء مجلس الأمن الخمسة عشر على إعطاء العراق فرصة أخيرة للامتثال لالتزاماته ونزع أسلحته أو مواجهة العواقب الوخيمة للفشل في نزع السلاح. وقد عزز القرار ولاية لجنة الأمم المتحدة للرصد والتحقق والتفتيش والوكالة الدولية للطاقة الذرية، ومنحها صلاحية الدخول في أي مكان، وفي أي وقت، والتحدث إلى أي شخص من أجل التحقق من نزع سلاح العراق".
وخلال أوائل العقد الماضي عملت إدارتا جورج دبليو بوش وتوني بلير على بناء حجة لغزو العراق وبلغت ذروتها في خطاب وزير الخارجية الأمريكي كولين باول أمام مجلس الأمن قبل شهر من الغزو. بعد فترة وجيزة من الغزو ، قامت وكالة الاستخبارات المركزية ، ووكالة الاستخبارات الدفاعية ، ووكالات الاستخبارات الأخرى بتشويه الأدلة المتعلقة بالأسلحة العراقية إلى حد كبير ، وكذلك الروابط مع القاعدة ، وفي هذه المرحلة بدأت إدارات بوش وبلير في التحول إلى أسس ثانوية للحرب ، مثل سجل حكومة حسين لحقوق الإنسان وتعزيز الديمقراطية في العراق. وأظهرت استطلاعات الرأي أن شعوب جميع البلدان تقريباً تعارض حرباً دون تفويض من الأمم المتحدة وأن وجهة نظر القائلة بأن الولايات المتحدة خطر على السلم العالمي قد ازدادت بشكل كبير. وصف الأمين العام للأمم المتحدة كوفي أنان الحرب بأنها غير قانونية، قائلاً في مقابلة أجريت معه في عام 2004 إنها "غير متوافقة مع مجلس الأمن".

## حرب العراق (2003–11)

### انسحاب التحالف
كان انسحاب القوات العسكرية الأمريكية من العراق قضية مثيرة للجدل في الولايات المتحدة في معظم العقد الأول من القرن الحالي. مع تقدم الحرب من مرحلة الغزو الأولية في عام 2003 إلى احتلال استمر ما يقرب من عقد من الزمان، تحول الرأي العام الأمريكي نحو تفضيل انسحاب القوات. في مايو 2007، اعتقد 55% من الأمريكيين أن حرب العراق كانت خطأ، و51% من الناخبين المسجلين فضلوا انسحاب القوات. في أواخر أبريل 2007، أصدر الكونغرس مشروع قانون إنفاق تكميلي للعراق يحدد موعدًا نهائيًا لانسحاب القوات، لكن الرئيس بوش نقض هذا القانون، مشيراً إلى مخاوفه بشأن تحديد موعد نهائي للانسحاب. سعت إدارة بوش في وقت لاحق إلى التوصل إلى اتفاق مع الحكومة العراقية، وفي عام 2008 وقع جورج دبليو بوش اتفاقية وضع القوات الأمريكية العراقية. وقد تضمن هذا القرار مهلة نهائية في 31 ديسمبر 2011، والذي قبله "ستنسحب جميع قوات الولايات المتحدة من جميع الأراضي العراقية". غادرت القوات الأمريكية الأخيرة العراق في 18 ديسمبر 2011، وفقًا لهذه الاتفاقية.

## الحرب الأهلية العراقية (2014–2017)

### النزاع العراقي–الكردي 2017
وقع النزاع العراقي–الكردي 2017 الذي بدأ في 15 أكتوبر 2017 في المنطقة الكردية لشمال العراق وحولها، بعد إجراء استفتاء كردستان العراق في عام 2017 بوقت قصير، في 25 سبتمبر. بعد إجراء الاستفتاء على الاستقلال، طالب رئيس الوزراء حيدر العبادي بإلغاء الاستفتاء. في أكتوبر، انتقل الجيش العراقي إلى إقليم كردستان بعد دخول تنظيم الدولة الإسلامية. وفي 16 أكتوبر 2017، تجاهلت البيشمركة الموعد النهائي الذي حدده العراق للانسحاب من مناطق متنازع عليها. وأدى ذلك إلى معركة كركوك (2017)، وأعادت القوات العراقية وقوات الحشد الشعبي المدعومة من إيران استعادة كركوك ومحافظتها في 16 أكتوبر 2017. وفي غضون 15 ساعة، قامت القوات العراقية بإعادة الاستيلاء على مدينة كركوك وقاعدتها الجوية القريبة كي وان، إلى جانب حقول النفط المحيطة بها. وقد أدى ذلك إلى نهاية النزاع.

### هزيمة داعش
في 9 ديسمبر 2017، سيطرت القوات العسكرية العراقية على آخر المناطق التي يسيطر عليها داعش في صحراء الجزيرة. وأعلن رئيس الوزراء في وقت لاحق النصر، وجرت الاحتفالات بعد ذلك بوقت قصير.

## تمرد داعش (2017–حتى الآن)
بعد هزيمة داعش، واصل التنظيم تمرده. إلا أنه قد أُضعِف إلى حد كبير كما أن العنف في العراق قد انخفض بشدة في عام 2018. فقط 95 شخصا فقدوا حياتهم خلال شهر مايو، وهو أدنى رقم منذ عشر سنوات.